# Verband der Fleischwirtschaft
Der Verband der Fleischwirtschaft e.V. (VDF) ist ein Interessenverband der deutschen Fleischwirtschaft.
Der VDF verfolgt nach eigenen Angaben das Ziel, durch gemeinsames Vorgehen der Mitgliedsunternehmen die Position der Branche im internationalen Wettbewerb zu stärken. Vorstandsvorsitzender ist Heiner Manten, Geschäftsführer der Manten-Gruppe.

## Geschichte
Der Verband der Fleischwirtschaft wurde am 1. Januar 2001 als Zusammenschluss des Verbandes des Deutschen Groß- und Außenhandels mit Vieh und Fleisch e.V. (GAVF) und des Bundesverbandes der Versandschlachtereien e.V. (BdV) gegründet. Der GAVF wiederum wurde 1924 gegründet, der BdV 1953.
Erster Vorsitzender des Verbands wurde Manfred Härtl, Geschäftsführer der Unifleisch GmbH und bereits seit 1986 Vorstandsvorsitzender des GAVF. Ab 2007 war Paul Brand, Geschäftsführer von Brand Qualitätsfleisch, Vorsitzender des Verbands. Ihm folgte 2019 Heiner Manten.
2001 gehörte VDF zu den Gründungsgesellschaftern der QS Qualität und Sicherheit GmbH, die nach der BSE-Krise 2001 gegründet wurde.

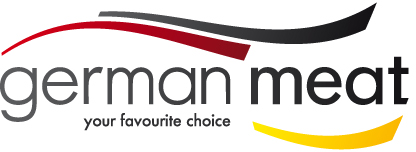
Logo der German Meat GmbH

Im April 2009 gründete der VDF die German Meat GmbH als privatwirtschaftliche Exportförderorganisation für Fleisch und Fleischwaren. German Meat war von Beginn an Mitglied bei der übergeordneten Exportförderorganisation German Food, die nach Auflösung der CMA in Folge eines Bundesverfassungsgerichts-Urteils gegründet wurde. Im Zeitraum von der Gründung bis 2019 setzte German Meat in 39 Ländern Exportförderprojekte um, darunter Geschäftsreisen, Messen und Marktöffnungen.
Seit der Gründung der Initiative Tierwohl 2015 gehört der VDF zu dessen Gesellschaftern.
Im September 2020 gab der VDF den Start der Initiative Fokus Fleisch bestehend aus Webseite und Social-Media-Kanälen bekannt, um sich nach eigenen Angaben verstärkt in die aktuellen Diskussionen zur Fleischproduktion einzumischen.
Anfang des Jahres 2025 hat der VDF ein Hauptstadtbüro in Berlin eröffnet.

## Mitgliedsstruktur
Der Verband repräsentiert Unternehmen im gesamten Spektrum der Fleischwirtschaft, darunter die Vieherfassung, Schlachtung, Fleischzerlegung, -bearbeitung und -verpackung, der Großhandel sowie der Import und Export.
Zum 1. Januar 2023 bestand der VDF aus 129 Mitgliedern, darunter auch die deutschen Ableger von Danish Crown und Vion. Mehr als 90 % aller Schweine- und Rinder-Schlachtungen in Deutschland und nahezu der gesamte Import und Export mit Fleisch entfallen auf Mitgliedsunternehmen des Verbandes.

## Mitgliedschaften in Dachverbänden
Der VDF ist Mitglied in den Dachverbänden Bundesvereinigung der Deutschen Ernährungsindustrie (BVE), Bundesverband Großhandel, Außenhandel, Dienstleistungen (BGA) sowie Lebensmittelverband Deutschland.